# 丘陵省 (貝寧)

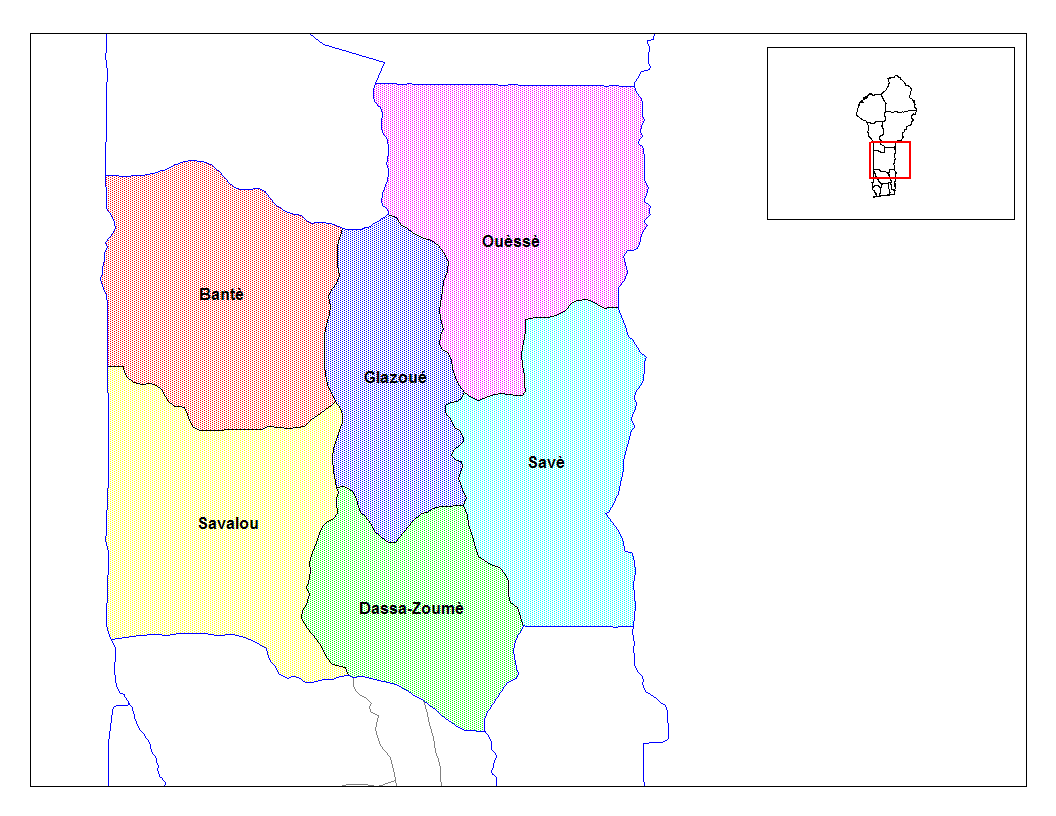
丘陵省的縣份

丘陵省是貝寧的12個省份之一，位於該國中部，下分6縣，首府薩瓦盧，東北是博爾古省，東面是尼日利亞，東南是高原省，南接祖省，西臨多哥，西北是峽谷省，面積13,561平方公里，2006年人口625,933。